# علم الوراثة الأثري للشرق الأدنى
علم الوراثة الأثري في الشرق الأدنى هو الدراسة الوراثية للمجموعات البشرية الماضية (علم الوراثة البشري) في الشرق الأدنى القديم باستخدام الحمض النووي من البقايا القديمة. يستخدم الباحثون الكروموزوم واي، ودنا المتقدرة، وغيرها من طرق تحليل الجينات لتحديد المجموعات والأنماط الفردانية في السكان القدامى في مصر، وإيران، وبلاد ما بين النهرين، والأناضول، وشبه الجزيرة العربية، وبلاد الشام، وغيرها من المناطق.[بحاجة لمصدر]

## التاريخ
زودت التطورات التي حدثت في مجال تسلسل الحمض النووي الريبوزي منقوص الأكسجين في السبعينيات والثمانينيات الباحثين بالأدوات اللازمة لدراسة التباين الوراثي البشري والوراثيات البشرية لمعرفة المجموعات السكانية المؤسسة لمجموعات البشر الحديثة والهجرات البشرية.
في عام 2005، أطلقت منظمة ناشيونال جيوغرافيك مشروع جينوغرافيك، بقيادة اثني عشر عالمًا وباحثًا بارزين، لدراسة ورسم خرائط أنماط الهجرة البشرية التاريخية من خلال جمع وتحليل عينات الحمض النووي من مئات الآلاف من الناس من جميع أنحاء العالم.[بحاجة لمصدر]

## مصر
يخلق التلوث الناتج عن الإيداء وتطفل الميكروبات عقبات أمام استعادة الحمض النووي القديم. نتيجة لذلك، أجريت معظم دراسات الحمض النووي على السكان المصريين المعاصرين بهدف التعرف على تأثيرات الهجرات التاريخية على سكان مصر.
بشكل عام، وجدت العديد من دراسات الحمض النووي أن تكررات الجينات لشعوب شمال أفريقيا متوسطة بين تلك الموجودة في الشرق الأدنى والقرن الأفريقي وجنوب أوروبا وأفريقيا جنوب الصحراء الكبرى، على الرغم من أن توزعات تكرر الكروموزوم واي في مصر تبدو أكثر شبهًا بتلك الموجودة في الشرق الأوسط مقارنة بأي من سكان أفريقيا جنوب الصحراء الكبرى، ما يشير إلى وجود مكون وراثي أوروبي آسيوي أكبر بكثير.
إجراء الفحوصات الدموية وأخذ العينات من الحمض النووي من المومياوات المصرية القديمة قليل؛ ومع ذلك، فقد كشفت دراسة أجريت في عام 1982 عن فصيلة الدم لمومياوات الأسر الحاكمة أن تكررات زمر الـ ABO هي الأكثر شبهًا بالمصريين المعاصرين وبعض السكان الشماليين من حراطين. يوضح توزّع فصائل الدم ABO أنه يشكل المصريون مجموعة شقيقة لسكان شمال إفريقيا، بما في ذلك الأمازيغ والنوبيون وسكان جزر الكناري.
في عام 2013، أعلنت مجلة نيتشر عن نشر أول دراسة وراثية تستخدم السلسلة الجينومية الكاملة للتأكد من نَسَب أجداد فرد مصري قديم. قاد البحث كارستن بوش من جامعة توبنغن في ألمانيا ورباب خيرات، ونُشرت نتائج بحثهما في مجلة الوراثة التطبيقية. استُخرج الحمض النووي من رؤوس خمس مومياوات مصرية كانت موجودة في المؤسسة. كانت جميع العينات مؤرخة في الفترة ما بين 806 قبل الميلاد و124 للميلاد، وهو إطار زمني يتوافق مع فترة الأسرة الحاكمة المتأخرة. لاحظ الباحثون أن أحد الأفراد المحنطين ينتمون على الأرجح إلى مجموعة دنا المتقدرة  I2وهي كلاد (أو فرع حيوي) أمومي يُعتقد أنه نشأ في غرب آسيا.

## إيران (بلاد فارس)
حلّلت دراسة حديثة الحمض النووي الوراثي والجينوم لعينة إيرانية من العصر الحديدي مأخوذة من تيب حاسنلو (F38_Hasanlu، يعود تاريخها إلى 971 وحتى عام 832 قبل الميلاد)، وكشفت أن لديها صلات وثيقة بالإيرانيين المعاصرين. توجد بيانات العينة على خدمة جيد ماتش تحت رقم المجموعة M381564. وتدل على الاستمرارية الوراثية القوية بين الإيرانيين المعاصرين وأسلافهم من العصر الحديدي، مما يشوه المزاعم الشمالية، مثل تلك التي قدمها آرثر دي جوبينو، بأن الأخمينيين القدماء لديهم أصول وراثية من أوروبا الغربية.
أشارت أحدث دراسة مقارنة (لعام 2013) حول تنوع الدنا الكامل للمتقدرة عند الإيرانيين إلى أن الأذربيجانيين الإيرانيين أكثر ارتباطًا بشعب جورجيا، مقارنةً بالإيرانيين الآخرين (الفرس، الأرمن، إلخ)، بينما الفرس والأرمن والقشقاي من ناحية أخرى كانوا أكثر ارتباطًا ببعضهم البعض.
إضافة لذلك، ظهرأن تحليل تسلسل الدنا المتقدري الكامل قد كشف عن مستوى عالٍ للغاية من التنوع الوراثي في المجموعات السكانية الإيرانية التي جرت عليها الدراسة والتي تشبه المجموعات الأخرى من جنوب القوقاز والأناضول وأوروبا. أشار نفس البحث لعام 2013 إلى أن «نتائج تحليلات AMOVA وMDS لم تربط أي مجموعة إقليمية و/أو لغوية من السكان في منطقة الأناضول والقوقاز وإيران، مما يشير إلى التقارب الوراثي القوي للفرس الناطقين باللغات الهندوأوروبية والقشقاي المتحدثين باللغة التركية، يوحي ذلك بأن أصلهم ينحدر من مجموعة مشتركة من تجميعة جينية أمومية سليفة. ويتضح أيضًا من نتائج تحليل MDS وجود تأثير واضح لسكان جنوب القوقاز على التنوع الأمومي للإيرانيين الأذربيجانيين».
تشير الدراسة أيضًا إلى «أنه يجدر الإشارة إلى أن الأذربيجانيين من منطقة القوقاز، الذين بالرغم من أصلهم المشترك المُفترَض مع الأذربيجانيين الإيرانيين يتجمعون بشكل منفصل تمامًا ويحتلون موقعًا وسيطًا بين مجموعة الأزربيجان/الجورجيين والأتراك/الإيرانيين».
تماثل نتائج تحاليل الدنا المتقدري من العينات في المتوسط تلك الموجودة في المناطق المجاورة في القوقاز والأناضول وإلى حدٍ ما (شمال) بلاد ما بين النهرين.
من بين سلالات الدنا المتقدري الأكثر شيوعًا في البلاد سلالة U3b3، التي يبدو أنها مقتصرة على سكان إيران والقوقاز، في حين أن المجموعة الفرعية U3b1a شائعة في منطقة الشرق الأدنى بأكملها.
أجرى ناسيديز وزملاؤه مسبقًا بحثًا جينيًا في عام 2006 على السكان الإيرانيين الشماليين من الجيلكيين (الديلم) والمازندرانيين، الذين امتد انتشارهم على الساحل الجنوبي الغربي لبحر قزوين، حتى الحدود مع أذربيجان المجاورة. يشكل الجيلكيين والمازندرانيين 7% من السكان الإيرانيين. وقد اقتُرح أن أسلافهم جاءوا من منطقة القوقاز، وربما نزحوا من مجموعة سابقة في جنوب بحر قزوين. تدعم الأدلة اللغوية هذا السيناريو، إذ تتقاسم اللغات الجيلكية والمازندرانية (ولكن ليس اللغات الإيرانية الأخرى) بعض الخصائص اللغوية مع لغات القوقاز، وخاصة لغات جنوب القوقاز. كان هناك أنماط ناتجة عن تحليل الدنا المتقدري، والكروموزوم واي مختلفة عند الجيلكيين والمازندرانيين.
بناءً على تسلسل الدنا المتقدري HV1 الذي اختبره ناسيدز وزملاؤه، يشبه كل من الجيلكيين والمازنداريين جيرانهم الجغرافيين واللغويين، أي المجموعات الإيرانية الأخرى. ومع ذلك، فإن أنواع كروموسوم واي لديهم تشبه تلك الموجودة في مجموعات من جنوب القوقاز. السيناريو الذي يفسر هذه الاختلافات هو أصل جنوب القوقاز التي تعود لأسلاف الجيلكيين والمازندرانيين، يليه الانجبال الداخلي للنساء (ولكن ليس الرجال) من الجماعات الإيرانية المحلية، ربما بسبب الأبوية. بالنظر إلى أن كل من الدنا المتقدري واللغة ينتقلان بشكل أمومي، قد يكون دمج النساء الإيرانيات المحليات هو الذي أدى إلى الاستعاضة عن اللغة القوقازية القديمة وأنماط الدنا المتقدري للجيلكيين والمازندرانيين بلغتهم الإيرانية وأنماط الدنا المتقدري الحالية. قد يكون الاستبدال المصاحب للغة والدنا المتقدري ظاهرة أكثر عمومية مما كان يُعتقد في السابق.
تقع مجموعات الجيلكيين والمازندرانيين داخل مجموعة كبيرة تتألف من سكان من القوقاز وغرب آسيا وهي قريبة بشكل خاص من مجموعات جنوب القوقاز، مثل الجورجيين والأرمن والأذربيجانيين. يُعد الإيرانيون من طهران وأصفهان أكثر بعدًا عن هذه الجماعات.